# Nuevo México, Villaflores
Nuevo México är en ort i Mexiko.   Den ligger i kommunen Villaflores och delstaten Chiapas, i den sydöstra delen av landet, 700 km sydost om huvudstaden Mexico City. Nuevo México ligger 686 meter över havet och antalet invånare är 3 014.
Terrängen runt Nuevo México är huvudsakligen kuperad, men österut är den bergig. Runt Nuevo México är det ganska glesbefolkat, med 47 invånare per kvadratkilometer. Närmaste större samhälle är Cristóbal Obregón, 4,6 km söder om Nuevo México. I omgivningarna runt Nuevo México växer huvudsakligen savannskog.